# 生命之柱主教座堂

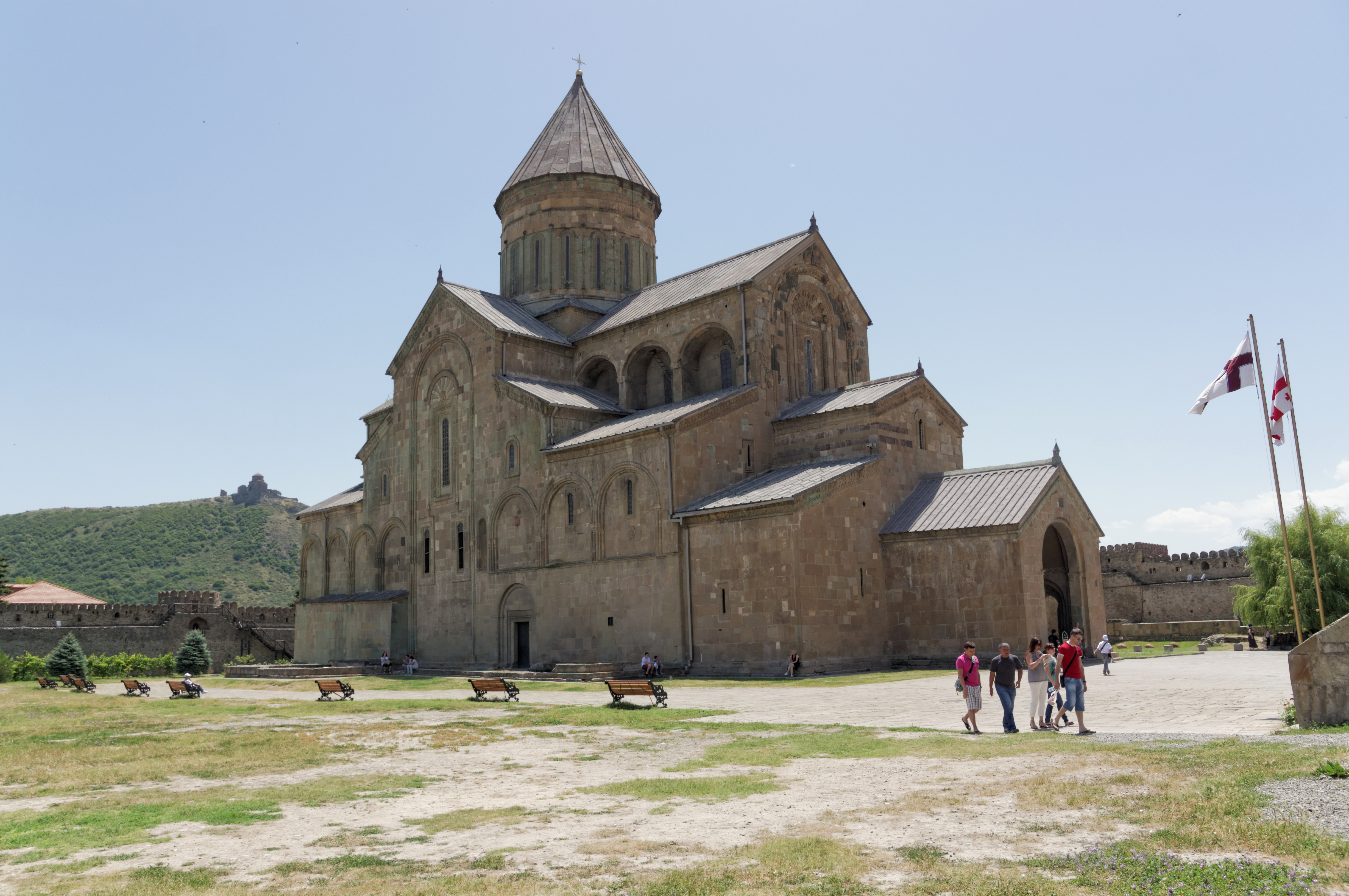
生命之柱主教座堂

生命之柱主教座堂是位於喬治亞東部的一座喬治亞正教會主教座堂。生命之柱主教座堂是喬治亞最重要的教堂之一，被列入世界文化遺產。

生命之柱主教座堂
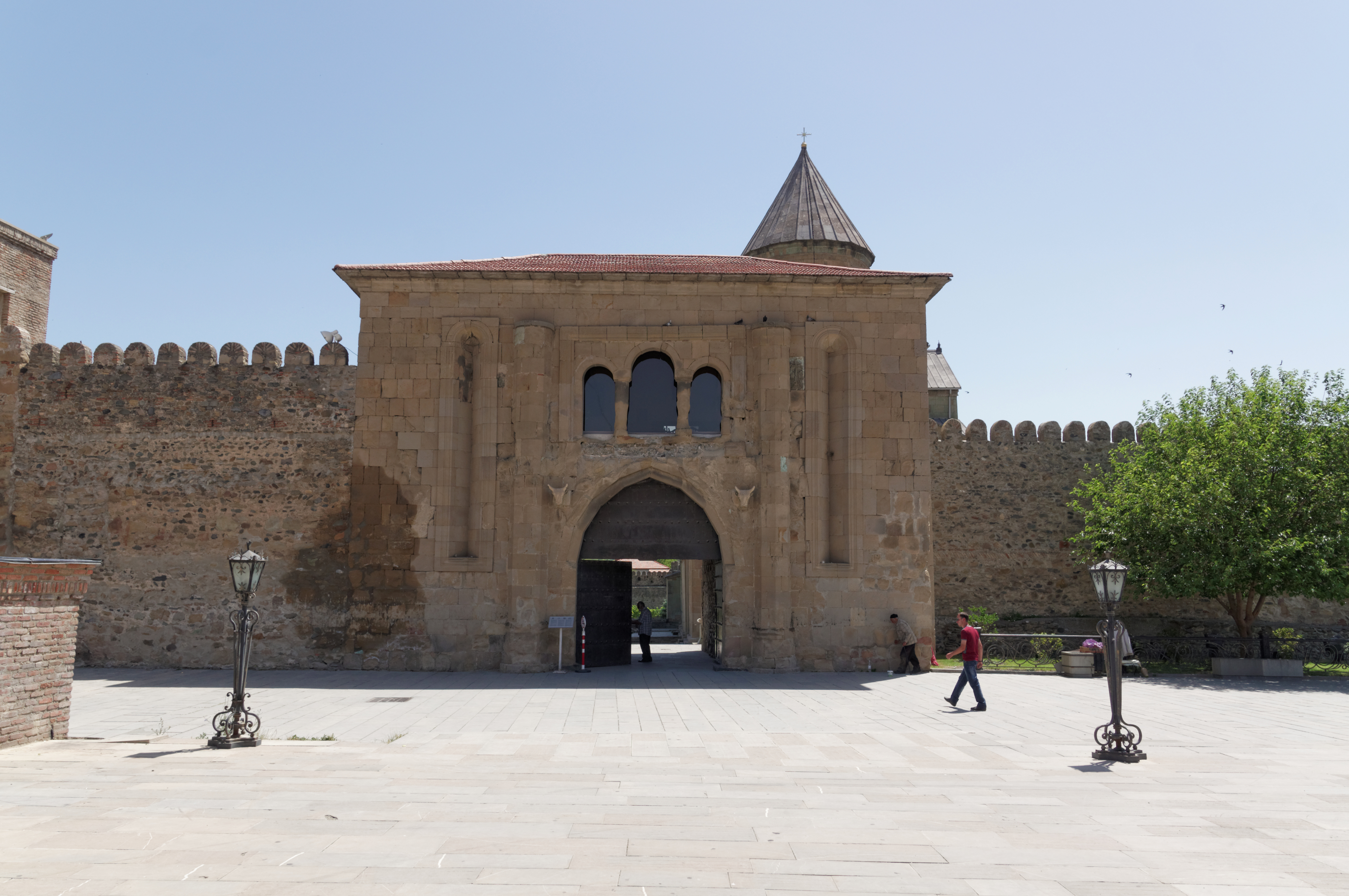
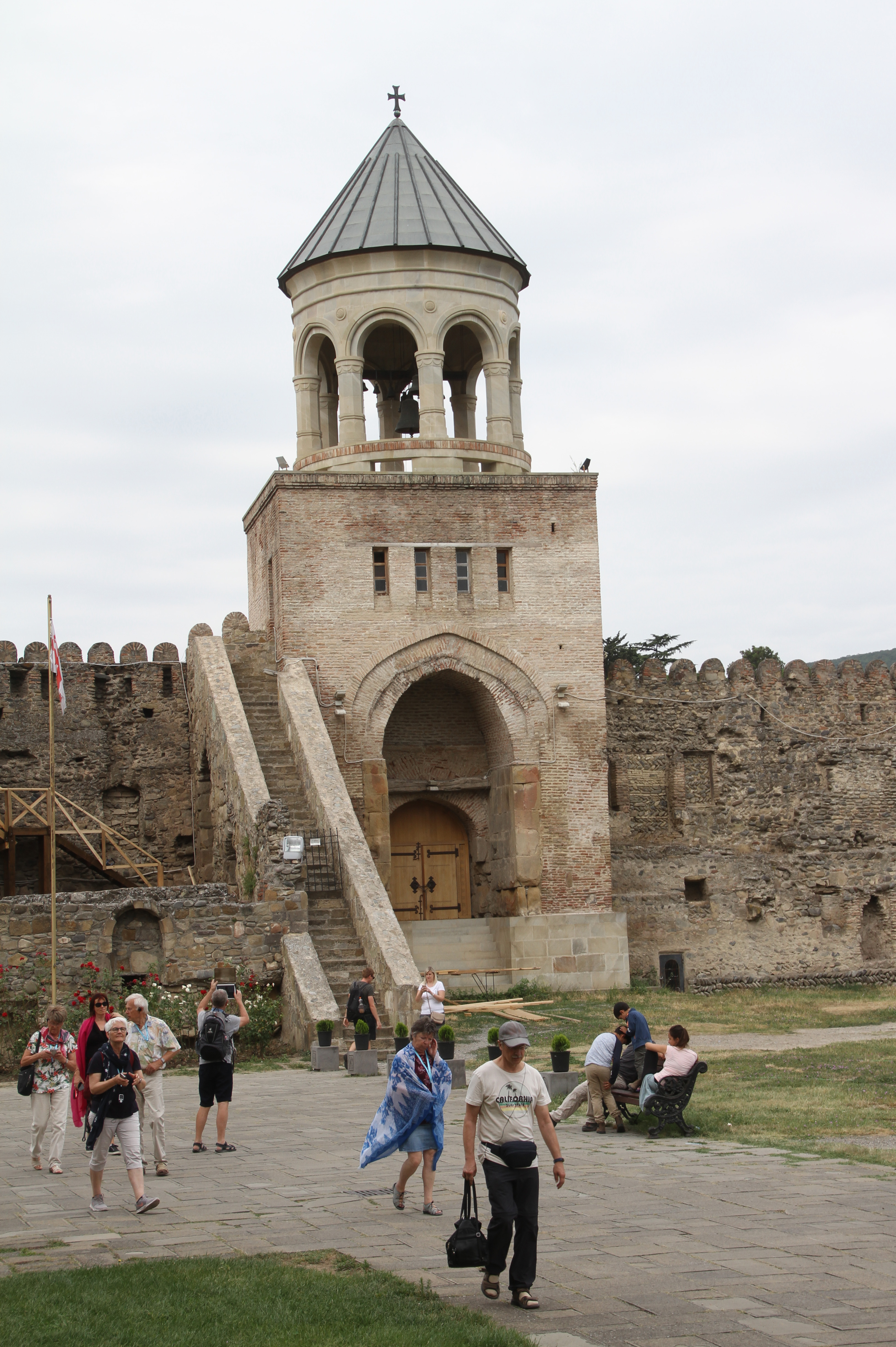
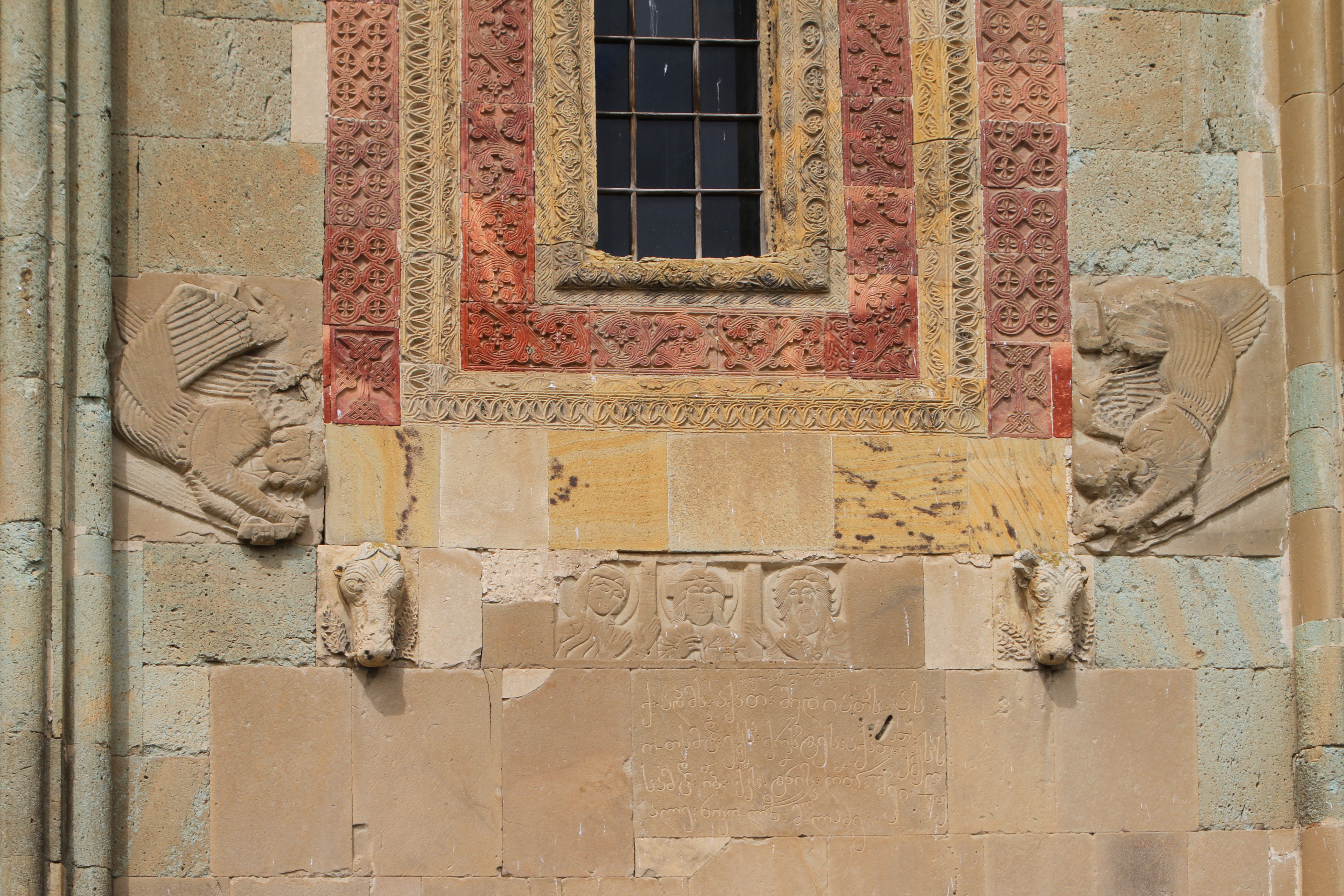
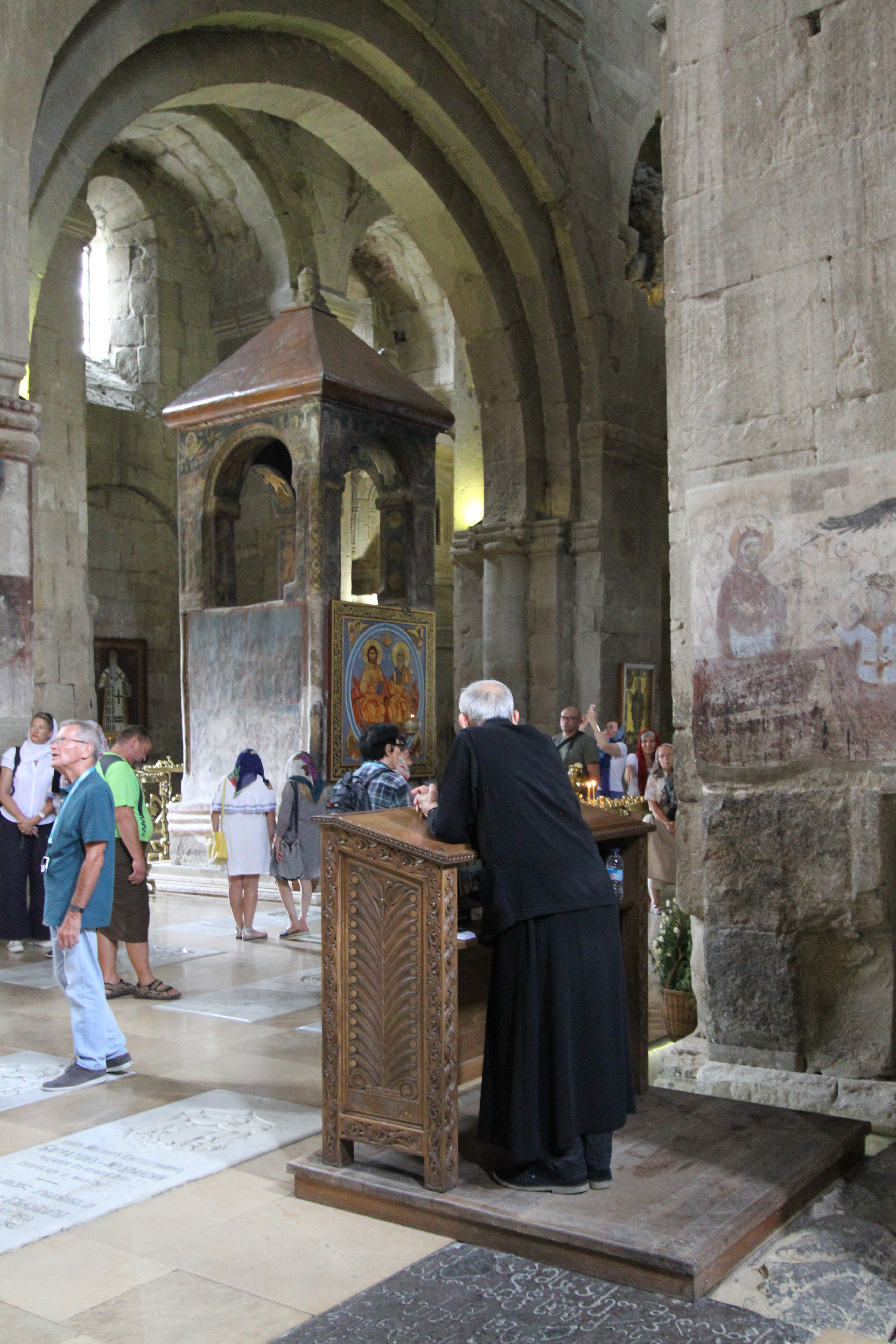
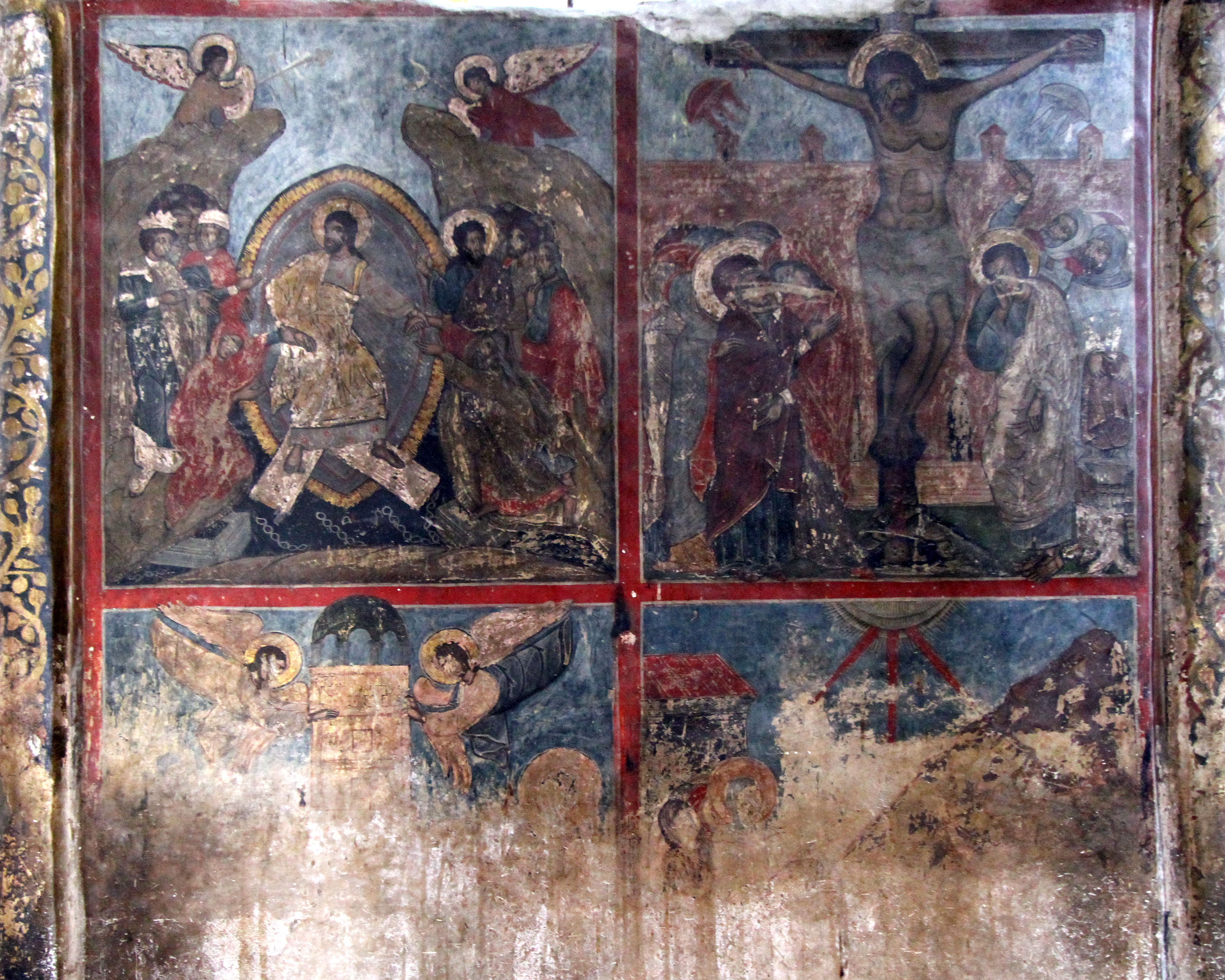
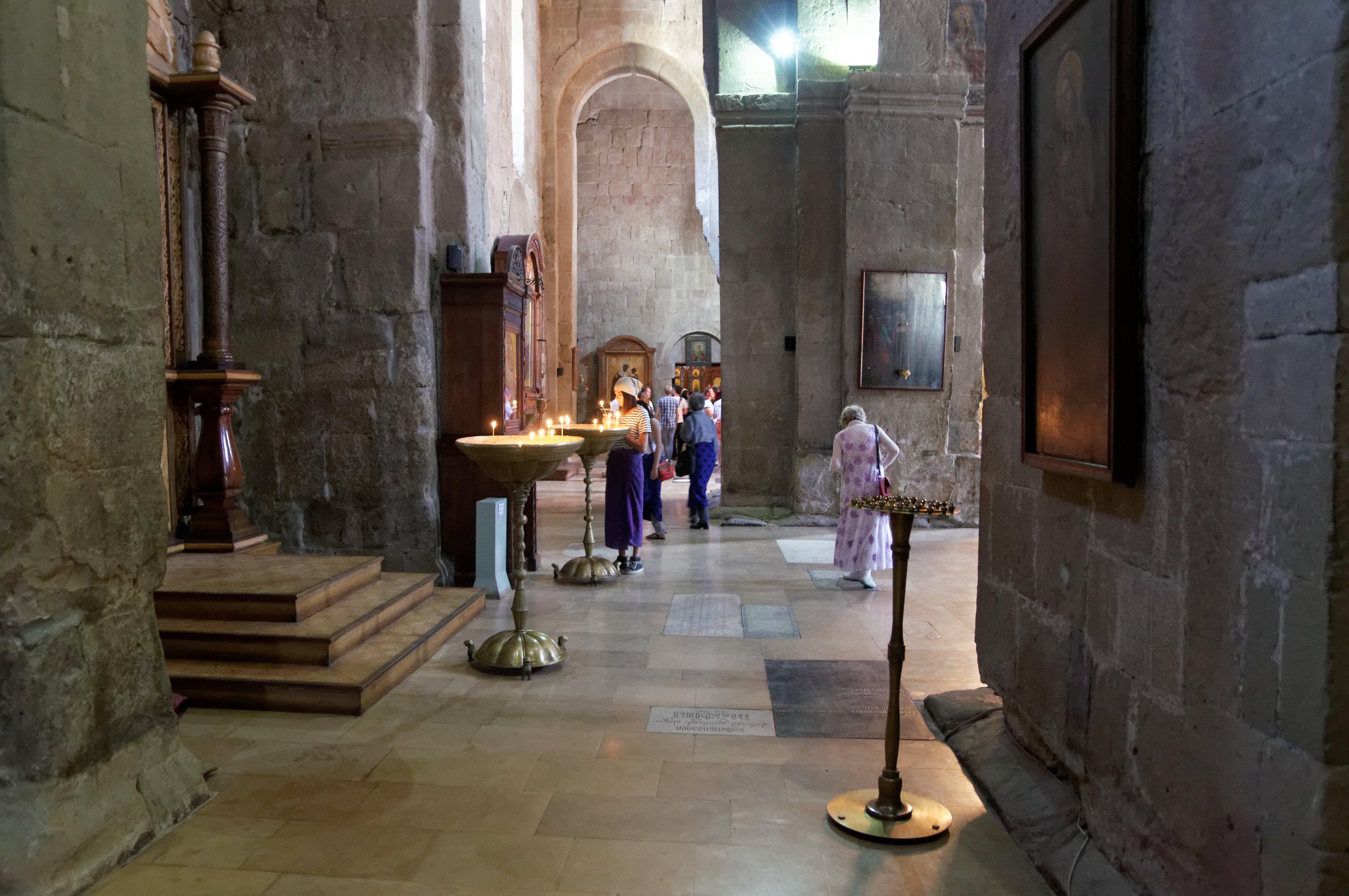